# EIT ICT Labs Budapest Associate Partner Group
Az EIT ICT Labs Magyar Nemzeti Társult Csomópont (EIT ICT Labs Budapest Associate Partner Group) az Európai Innovációs és Technológiai Intézet (European Institute of Innovation and Technology - EIT) által az információs és kommunikációs technológia (Information and Communication Technologies - ICT) területén létrehozott tudás- és innovációs közösség (Knowledge and Innovation Community - KIC), az EIT ICT Labs magyarországi központja, mely 2012-ben alakult meg. A csomópont koordinátora az Eötvös Loránd Tudományegyetem (ELTE), partnerei a Budapesti Műszaki és Gazdaságtudományi Egyetem (BME), a Cisco Systems Magyarország, az Nokia Solutions and Networks, a Magyar Telekom, a General Electric Healthcare, illetve az Ericsson Magyarország.
A budapesti társult csomópont célja, hogy a Magyarországon, illetve Közép- és Kelet-Európában az infokommunikációs technológia területén létrejövő legújabb kutatás-fejlesztési eredmények minél sikeresebben hasznosuljanak az üzleti szférában. Az ELTE vezette magyar csomópont további feladata az EIT ICT Labs eredményeinek közvetítése Közép- és Kelet-Európa felé, regionális koordinátori szerepet betöltve az informatika területén.
Az akadémiai-ipari együttműködési központ elhelyezkedésénél az egyik elsődleges szempont, hogy az ELTE és a BME lágymányosi karait befogadó Infopark természetes innovációs környezetet jelent (itt működik az EIT központi irodája is).
Az EIT ICT Labs oktatási tevékenységéhez kötődően Budapesten mester- és doktori képzés is folyik az ELTE és a BME részvételével.

## Projektek
A budapesti csomópont akadémiai és ipari partnerei az EIT ICT Labs számos kutatási projektjében vállaltak szerepet, melyek 4 nagyobb K+F+I projektbe tartoznak: 
1. Komplex infokommunikációs hálózatok megoldásai
2. A jövő digitális közösségi terei és mobilitás
3. Humán-számítógép együttműködés
4. Kritikus rendszerek biztonsága